# Покрова (срібна монета)
«Покро́ва» — пам'ятна срібна монета номіналом 10 гривень, випущена Національним банком України, присвячена одному із значних свят православ'я, що пов'язане з образом Богородиці — справедливої заступниці всіх віруючих. Зміст свята становить ідея покровительства
Монету введено в обіг 30 вересня 2005 року. Вона належить до серії «Обрядові свята України».

## Опис монети та характеристики
| Номінал грн. | Метал            | Маса, г      | Діаметр, мм | Якість виготовлення | Гурт     | Тираж, штук |
| ------------ | ---------------- | ------------ | ----------- | ------------------- | -------- | ----------- |
| 10           | срібло 925 проби | 31,1 / 33,62 | 38,6        | пруф                | рифлений | 8 000       |

### Аверс
На аверсі монети зображена композиція з калини, рослин, рушника, на тлі якої — рік карбування монети «2005», у центрі композиції розміщено малий Державний Герб України, під ним — гетьманські клейноди (пірнач і булава) та козацька шабля. Ліворуч і праворуч — стилізовані квіти і птахи, між якими розміщено написи: «УКРАЇНА», «10 ГРИВЕНЬ»,  а також позначення металу та його проби — «Ag 925», вага в чистоті — «31,1» та логотип Монетного двору Національного банку України.

### Реверс

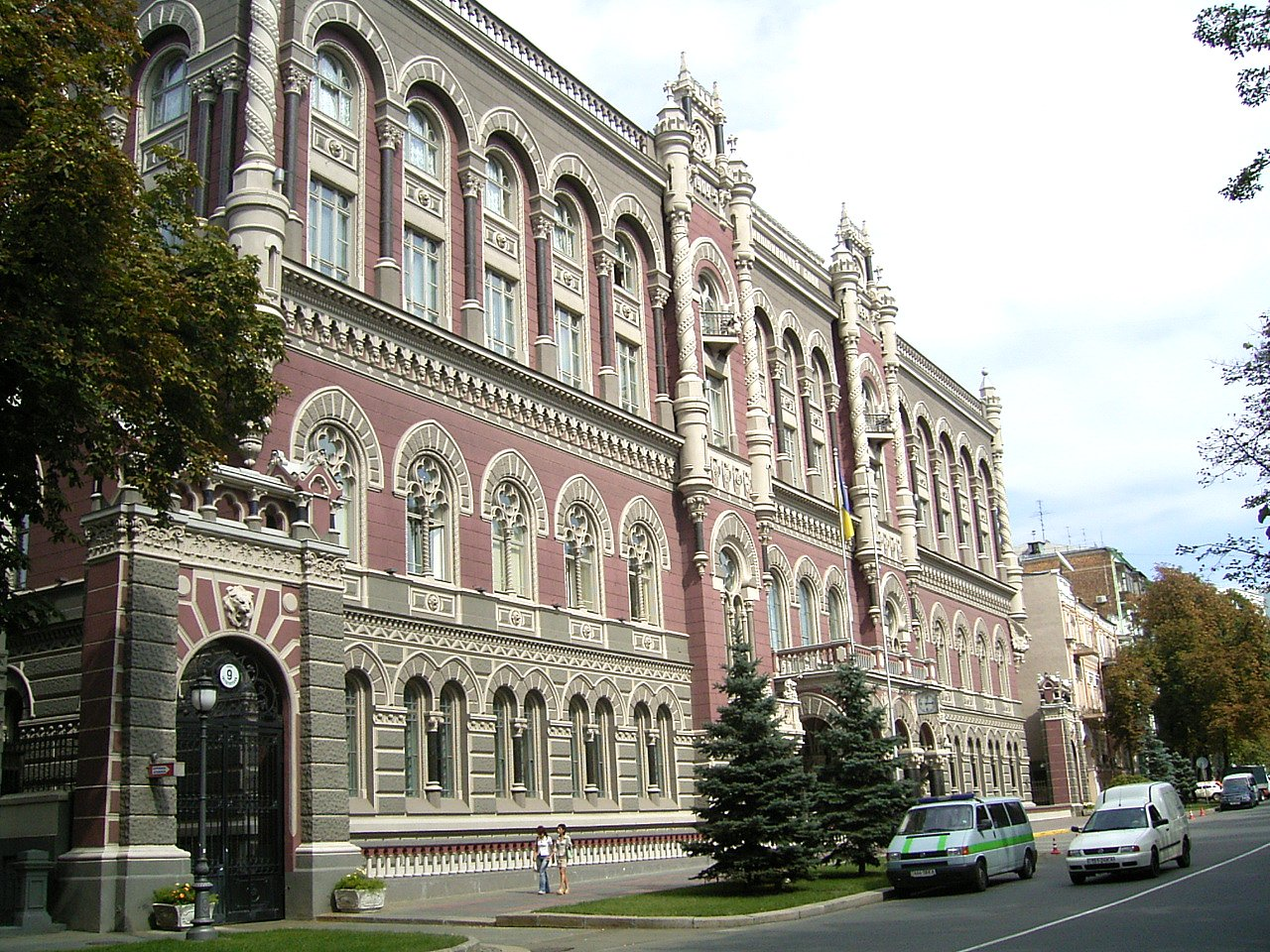
Будівля Національного банку України

На реверсі монети зображено багатофігурну композицію зустрічі батьками, які тримають ікону і коровай, молодих, угорі — Покрова. Праворуч півколом розміщено напис: «ПОКРОВА».

## Автори
- Художник — Кочубей Микола.
- Скульптори: Атаманчук Володимир, Чайковський Роман.

## Вартість монети
Ціна монети — 575 гривень була вказана на сайті Національного банку України в 2012 році.
Фактична приблизна вартість монети з роками змінювалася так:
| Рік        | 2010 | 2011 | 2012 | 2013 | 2014 | 2015  | 2016  | 2017  | 2018  | 2019  | 2020  | 2021  | 2022  | 2023  | 2024  | 2025  |
| ---------- | ---- | ---- | ---- | ---- | ---- | ----- | ----- | ----- | ----- | ----- | ----- | ----- | ----- | ----- | ----- | ----- |
| Ціна, грн. | 750  | 750  | 750  | 750  | 540  | 1 000 | 1 000 | 1 030 | 1 150 | 1 000 | 1 100 | 1 400 | 1 500 | 2 800 | 4 400 | 4 900 |